# Paramaribo (distrikt)

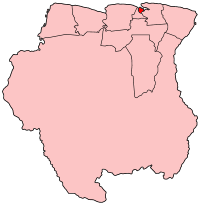
Distriktets läge.

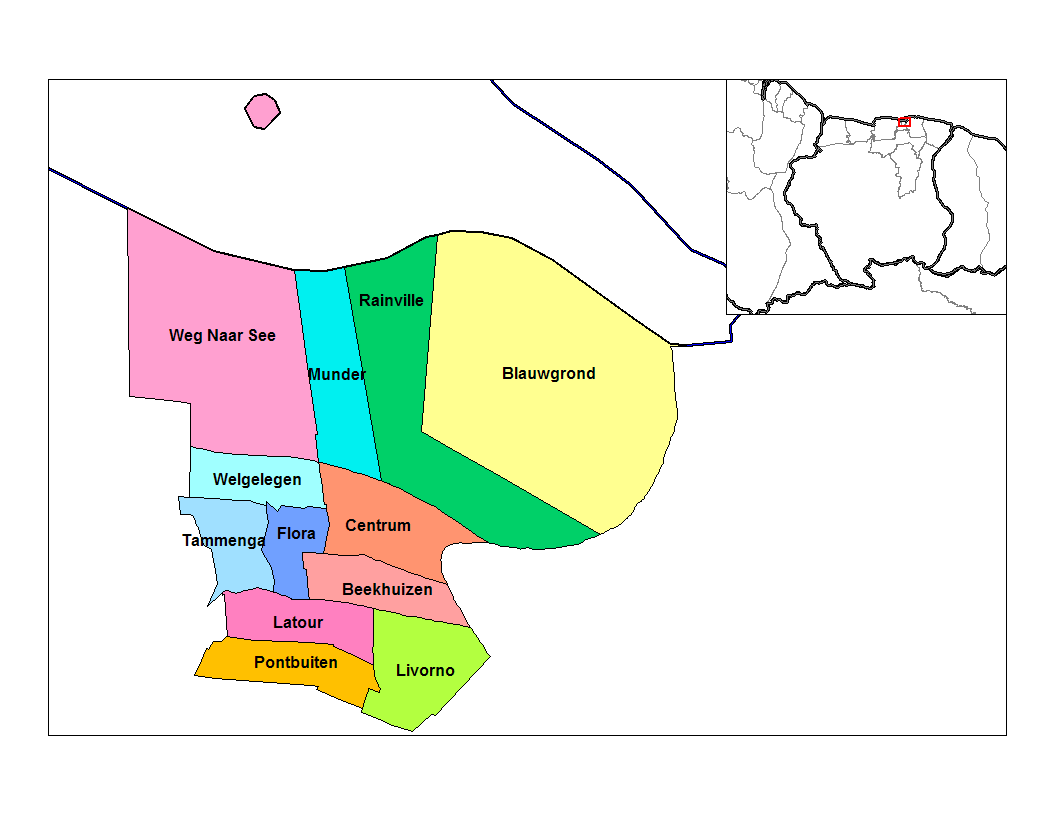
Distriktets ressorten.

Distriktet Paramaribo är ett av Surinams 10 distrikt (distrikten).

## Geografi
Distriktet ligger i landets norra del, området har en yta på cirka 183 km² med cirka 243 000 invånare. Befolkningstätheten är 1 328 invånare / km².
Huvudorten är Paramaribo med cirka 215 000 invånare som också är huvudstad i landet.

## Förvaltning
Distriktet har ordningsnummer 7 och förvaltas av en distriktkommissarie (Districtscommissaris), ISO 3166-2-koden är "SR-PM".
Distriktet är underdelad i 12 kommuner (ressorten):
- Beekhuizen
- Blauwgrond
- Centrum
- Flora
- Latour
- Livorno
- Munder
- Pontbuiten
- Rainville
- Tammenga
- Weg naar Zee
- Welgelegen